# IUniverse
iUniverse è una casa editrice statunitense con sede a Bloomington, nell'Indiana.

## Storia
Fondata nell'ottobre del 1999, iUniverse è un servizio di stampa su richiesta (print on demand) nel quale l'autore e l'editore della pubblicazione coincidono con la stessa persona. iUniverse dispone anche di una struttura editoriale che fornisce assistenza agli autori dei testi. Secondo i critici del sito, l'assistenza potrebbe anche mascherare in realtà un esempio di editoria a pagamento, dato il prezzo dei servizi accessori, che può variare dai 400 fino ai 15.000 dollari.
In seguito, iUniverse strinse un accordo con Barnes & Noble che acquisiva una quota azionaria pari al 49% della società e, in contropartita, si impegnava a rendere disponibile una selezione dei titoli nel catalogo online e nella propria catena di librerie.
A settembre del 2007, iUniverse è stato acquisita da Author Solutions, la società proprietaria della concorrente AuthorHouse, a sua volta controllata da un insieme di hedge fund. L'anno seguente, la sede operativa è stata trasferita da Lincoln nel Nebraska a Bloomington nell'Indiana, dove già era ubicato anche il quartier generale di Author Solution.

## Statistiche
I libri a catalogo hanno una tiratura delle ordine di alcune migliaia di copie. Secondo un articolo pubblicato del settimanale Publishers Weekly nel 2005, degli oltre 18.000 titoli pubblicati da iUniverse fino al 2004, solo 83 avevano venduto almeno 500 copie e solamente 14 titoli erano apparsi sugli scaffali dell librerie di Barnes & Noble. 

Con una tiratura superiore alle 34.000 copie nel 2004, If I Knew Then di Amy Fischer è divenuto il libro di maggior successo nella storia di iUniverse. Il testo autobiografico racconta i sette anni di carcere trascorsi dalla scrittrice con accuse aggravate di primo grado per la morte di Mary Jo Buttafuoco.